# 永昌府文庙
永昌府文庙位于云南省保山市隆阳区永昌街道黉学社区隆阳区第一中学内，始建于元代，明永乐十七年（1419年）重建，清光绪九年（1883年）重修。现存大成殿。大成殿坐北向南，五开间，重檐歇山顶建筑:105-107。2016年2月25日，“永昌府学大成殿”被公布为第三批保山市文物保护单位。